# Aphalanthus conradti
Aphalanthus conradti – gatunek chrząszcza z rodziny kózkowatych i podrodziny zgrzypikowych. Jedyny przedstawiciel rodzaju Aphalanthus.

## Zasięg występowania
Afryka Wschodnia, występuje w Tanzanii oraz w Malawi.